# Epeolus howardi
Epeolus howardi är en biart som beskrevs av Mitchell 1962. Epeolus howardi ingår i släktet filtbin, och familjen långtungebin. Inga underarter finns listade i Catalogue of Life.